# Carl Joseph Einwald
Carl Joseph Einwald (auch Karel Joseph Einwald, Carl Joseph Einwaldt und Carl Joseph Einwalt; * 1669 in Budišov nad Budišovkou; † 5. Oktober 1753 in Olmütz) war ein österreichisch-mährischer Komponist und Organist des musikalischen Barock.

## Leben und Wirken
Carl Joseph Einwald erhielt seine musikalische Ausbildung in Svaty Kopeček und studierte anschließend Orgel und Komposition sowie Philosophie an der Jesuitenschule in Olmütz. Außerdem studierte er in Wien beim Organisten Johann Georg Reinhardt, welcher ihn dem Domkapellmeister Johann Joseph Fux vorstellte. Es ist allerdings nicht sicher, ob er auch von diesem unterrichtet wurde. Im Jahre 1715 wurde er Organist von Kloster Hradisko und 1718 an der St.-Mauritius-Kirche in Olmütz, wo er bis an sein Lebensende als Organist und Komponist tätig war. Er versuchte erfolglos, seine Tochter Valentina Einwald (* 1719) als seine Nachfolgerin für die Organistenstelle in Olmütz durchzusetzen.

## Werke
- Vocalis Decalogus – Offertoriensammlung
- Cantus O fidelis anima
- Vesperae breves
- Stabat Mater[4]